# Bulbophyllum quadricaudatum
Bulbophyllum quadricaudatum är en orkidéart som beskrevs av Johannes Jacobus Smith. Bulbophyllum quadricaudatum ingår i släktet Bulbophyllum och familjen orkidéer. Inga underarter finns listade i Catalogue of Life.